# Evaniscus rufithorax
Evaniscus rufithorax är en stekelart som beskrevs av Günther Enderlein 1905. Evaniscus rufithorax ingår i släktet Evaniscus och familjen hungersteklar. Inga underarter finns listade i Catalogue of Life.